# Henry Fletcher Hance
Henry Fletcher Hance  ( Londres, 1827 – Xiamen, 1886 ) foi um diplomata e um botânico britânico que estudou plantas chinesas.